# Une pomme par jour éloigne le médecin

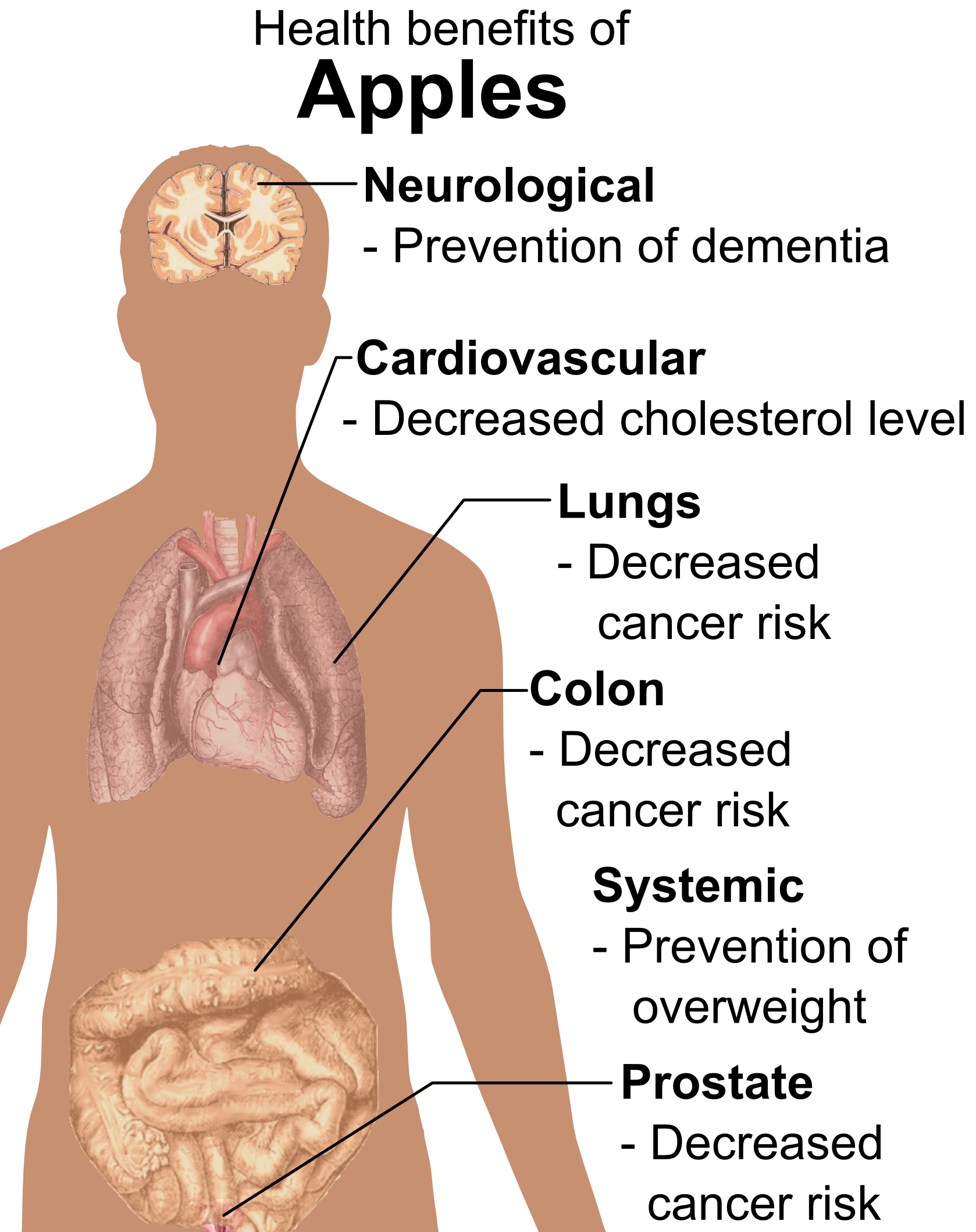
Bienfaits des pommes sur la santé.

Une pomme par jour éloigne le médecin ou (pour conserver la rime) Une pomme chaque matin éloigne le médecin (en anglais an apple a day keeps the doctor away) est un proverbe anglais apparu au XIXe siècle, prônant la consommation de pommes et, par extension, d'une alimentation saine. Winston Churchill n'en pensait pas moins dans une de ses saillies dont il avait le secret : « Une pomme par jour éloigne le médecin, pourvu que l’on vise bien !  »[réf. nécessaire].

## Origine
Une variante du proverbe, « Mangez une pomme en allant au lit et vous empêcherez le médecin de gagner son pain », est citée comme dicton du Pembrokeshire en 1866,,. La formulation moderne, « Une pomme par jour éloigne le médecin », apparaît à la fin du XIXe siècle, avec des exemples imprimés dès 1887,,,.

## Aspect scientifique
Une étude de 2013 utilisant la simulation informatique fait la comparaison entre la consommation de pommes et la prise quotidienne d'un médicament hypocholestérolémiant courant pour estimer le risque de maladie cardiovasculaire. Le modèle informatique estime que manger une pomme par jour est généralement comparable, pour les personnes de plus de 50 ans, à la prise d'un médicament à base de statine pour réduire le cholestérol des lipoprotéines de basse densité, concluant que manger une pomme par jour « est capable d'égaler la médecine moderne et est susceptible d'avoir moins d'effets secondaires », tout en ayant un coût annuel similaire.
Une étude de 2015 révèle que les consommateurs de pommes « étaient plus susceptibles, dans l'analyse brute, de tenir le médecin (et les médicaments sur ordonnance) à distance ». Cependant, après ajustement des « caractéristiques sociodémographiques et liées à la santé, l'association n'était plus statistiquement significative ». L'étude révèle également que les personnes qui mangent une pomme par jour prennent moins de médicaments sur ordonnance.

### Teneur nutritionnelle d'une pomme
Une pomme crue de taille moyenne (100 grammes) contient 86 % d'eau et 14 % de glucides avec une teneur négligeable en matières grasses et en protéines, et fournit 52 calories de valeur énergétique. Elle contient une quantité modérée de fibres alimentaires, mais présente par ailleurs un faible niveau de microéléments.